# می‌سی‌سی‌پی گریند
می‌سی‌سی‌پی گریند (به انگلیسی: Mississippi Grind) فیلمی محصول سال ۲۰۱۵ و به کارگردانی آنا بودن و رایان فلک است. در این فیلم بازیگرانی همچون رایان رینولدز، بن مندلسون، سیه‌نا میلر، آنالی تیپتن، الفری وودارد، رابین ویگرت، ایندیگو و جیمز توباک ایفای نقش کرده‌اند.